# Atmosphère isotherme
L'atmosphère isotherme est un modèle simpliste d'atmosphère dans lequel on considère la température, ou la température virtuelle, comme constante T0 (souvent 0 °C ou 273,15 K) selon la verticale. Cette hypothèse conduit à une décroissance exponentielle de la pression atmosphérique avec l'altitude qui peut être appliquée dans différentes circonstances.

## Démonstration
L'équation de l'équilibre hydrostatique dans l'air donne :
{\displaystyle \nabla p=\rho \mathbf {g} }
où g est l'accélération gravitationnelle et {\textstyle \rho } est la densité de l'air.
Avec un champ de pesanteur uniforme et un axe vertical orienté vers le haut, l'équation devient :
{\displaystyle {\frac {\mathrm {d} p}{\mathrm {d} z}}+\rho g=0}
Or, la loi des gaz parfaits avec M la masse molaire de l'air et R la constante des gaz parfaits donne :
{\displaystyle \rho ={\frac {pM}{RT_{0}}}}
Cette transformation permet de réécrire l'équation différentielle ainsi : 
{\displaystyle {\frac {\mathrm {d} p}{\mathrm {d} z}}+{\frac {p}{H_{0}}}=0,\quad \mathrm {avec} \ H_{0}={\frac {RT_{0}}{Mg}}}
qui donne comme solution : {\displaystyle p_{\textrm {final}}=p_{0}\mathrm {e} ^{\frac {-z}{H_{0}}}}
où p0 est la pression initiale

### Considération théorique
Cette loi de distribution de la pression suit la loi statistique de Boltzmann : 
{\displaystyle H_{0}={\frac {k_{B}T_{0}}{mg}}}
Où {\displaystyle k_{B}} est la constante de Boltzmann et {\displaystyle m} la masse d'une molécule.
L'exponentielle fait apparaître le rapport de {\displaystyle mgz}, l'énergie potentielle de pesanteur d'une particule, et de {\displaystyle k_{B}T}, son énergie d'agitation thermique. En raison de son poids tout l'air devrait se retrouver au sol, mais l'agitation thermique, jointe aux lois de Fick donne cette épaisseur caractéristique {\displaystyle H_{0}}.

## Limites du modèle
Il apparaît dans l'équation une constante d'échelle de hauteur caractéristique d'une atmosphère qui serait totalement isotherme, soit :
{\displaystyle H_{0}={\frac {RT_{0}}{Mg}}}
L'application numérique donne un H0 égal à 8 km. À 24 km pour une température de 0 °C de l'atmosphère, la pression ne serait plus que 5 % de celle en surface, soit beaucoup moins que la réalité. Cela montre les limites de ce modèle. 
En réalité, le dioxygène, plus lourd, a une hauteur d'échelle différente de celle du diazote, l'air n'est pas un gaz parfait, l'accélération gravitationnelle g n'est pas une constante avec l'altitude, et surtout, en règle générale, dans la troposphère, l'air se refroidit avec l'altitude.

## Utilisation
Ce modèle prévoit correctement que la pression varie peu sur de faibles hauteurs dans des gaz qui ont de faibles masses volumiques. Elle permet ainsi de calculer la différence de pression d'une couche isotherme de l'atmosphère terrestres allant de zi à zf avec :
{\displaystyle p_{\textrm {final}}=p_{0}\mathrm {e} ^{-(\Delta z)/H_{0}}}